# Аганины
Аганины — князья и древний дворянский род, татарского происхождения.

## История рода
Первый известный представитель рода князь Чет (Чот) Аганин, пожалован Иваном IV Васильевичем княжением и ясаком над «чепчерскою» мордвою (март 1577). Князь Девлет-Килдей Аганин упоминается (1584). Лжедмитрий II пожаловал Ишмамет мурзе Девлет-Килдееву сыну Аганина (1609—1652) княжение и ясак с «чепчерской» мордвы в Кадоме (08 марта 1609). Кадомский князь Кудаш Аганин имел свой двор в Москве (1638). Князь Ишмамет Аганин в первой половине XVII века владел поместьем в Кадомском уезде, который вместе с детьми «за скверные богомерзкие дела, за разорение церквей и поругание святых образов» — казнены сожжением, а их имения в деревне Колетево, Чотово и дикое поле в устье реки Киты и на реке Ваду и других урочищах отписаны на великого государя Алексея Михайловича. (1652). После этого, многие представители рода писались без титула — князь. Стольник, князь Семён Мамаделеевич владел поместьем в Арзамасском уезде (1686—1694). Князь Сергей Уразлинович значился стольником (1690—1692). В первой четверти XVIII века князья Аганины отмечены среди жителей деревень Тенищево Кадомского уезда (сов. Мордовия) и Татарская Зимница Симбирского уезда и с. Сыркыды (сов.Мордовия с. Сургодь). 
Шестеро князей Аганиных владели населёнными имениями (1699)